# Пронья, Доменико
Доменико Пронья (итал. Domenico Progna; род. 7 августа 1963, Сан-Донато-ди-Лечче, Апулия) — итальянский футболист, игравший на позиции защитника, в том числе за «Аталанту», а также молодежную сборную Италии. По завершении игровой карьеры — тренер. Обладатель Кубка Митропы.

## Биография
Родился 7 августа 1963 года в городе Сан-Донато-ди-Лечче. Воспитанник футбольной школы клуба «Лечче». Взрослую футбольную карьеру начал в 1980 году в основной команде того же клуба, в которой провел два сезона, приняв участие в 15 матчах чемпионата.
Впоследствии с 1982 года играл за «Кампобассо», с которого в 1985 году перешел в команду высшей лиги «Пиза». В 1986 году выиграл в составе этой команды титул обладателя Кубка Митропы.
Своей игрой привлек внимание представителей тренерского штаба «Аталанты», к составу которого присоединился в 1986 году. Отыграл за бергамский клуб следующие пять сезонов своей игровой карьеры. Большинство времени, проведенного в составе «Аталанты», был основным игроком защиты команды.
Завершил игровую карьеру в команде «Бари», за которую выступал на протяжении 1991—1993 годов.

### Выступления за сборные
В 1981 году провел два матча в составе юношеской сборной Италии (U-20). Был участником прошлогоднего молодежного чемпионата мира.
В течение 1984—1986 годов привлекался в состав молодежной сборной Италии. На молодежном уровне сыграл в 10 официальных матчах. Завоевал серебряные награды молодежного Евро-1986.

### Карьера тренера
Начал тренерскую карьеру, вернувшись к футболу после небольшого перерыва, в 2001 году, возглавив тренерский штаб команды «Венафро», где проработал с 2001 по 2002 год.
Впоследствии работал еще в нескольких клубах низшей лиги, работая в том числе с молодежными командами.